# 博登湖畔伊门施塔德
博登湖畔伊门施塔德是德国巴登-符腾堡州的一个市镇。总面积9.26平方公里，总人口6122人，其中男性3011人，女性3111人（2011年12月31日），人口密度每平方公里661人。